# Reginaldo Migliorança
Reginaldo Migliorança (geboren 1962) ist ein Zahnarzt aus Campinas, São Paulo, Brasilien.
Migliorança war derjenige, der die extrasinusale Technik (oder extramaxilläre chirurgische Technik oder exteriorisierte Jochbeinimplantattechnik) zum Einsetzen von Jochbeinimplantaten im Oberkiefer als Alternative zur intrasinusalen Technik einführte, die 1998 von Per Ingvar Brånemark beschrieben wurde. Die Technik wurde von Migliorança in einer Veröffentlichung im Januar 2006 beschrieben und 2007 wurde ein Artikel veröffentlicht, in dem über die Nachuntersuchung von 75 Patienten berichtet wurde, die zwischen 2003 und 2006 mit dieser Technik behandelt wurden.
Miglioranças ursprüngliche Technik aus dem Jahr 2003 wurde später von anderen Chirurgen in vielen anderen Ländern wie Polen, Italien, Spanien, Israel, China, Indien, Portugal und den USA übernommen.